# Tolidomordella discoidea
Tolidomordella discoidea är en skalbaggsart som först beskrevs av Melsheimer 1845.  Tolidomordella discoidea ingår i släktet Tolidomordella och familjen tornbaggar.

## Underarter
Arten delas in i följande underarter:
- T. d. discoidea
- T. d. flaviventris